# 姫路市立高丘中学校
姫路市立高丘中学校（ひめじしりつ たかおかちゅうがっこう）は、兵庫県姫路市山吹一丁目にある公立中学校。

## 沿革
戦後の学制改革により姫路市が設置した新制中学校14校のうちのひとつである。1947年3月の姫路市新学制実施準備協議会の第1回会合では高岡・安室校区に設置する「第六中学校」の原案が示され、4月2日の第2回会合ではこれを「栗林中学校」と改めた。4月7日の第3回会合ではさらに「高丘中学校」と改めた。
- 1947年（昭和22年）5月10日 - 姫路市立高丘中学校開校式。高岡小・安室小・市立第一高女の校舎を間借りした。
- 1948年（昭和23年）3月31日 - 新校地として国有地であった旧高岡射撃場を買収。
- 1952年（昭和27年）10月 - 第2校舎より出火、全焼[2]
- 1960年（昭和35年）10月 - 講堂竣工
- 1967年（昭和42年）10月 - プール竣工
- 1980年（昭和55年）4月 - 大規模化に伴う学校分離、安室中学校新設
- 1986年（昭和61年）5月 - プール竣工
- 1987年（昭和62年）8月 - 中館改修工事
- 1997年（平成9年）4月 - 障害児学級設置
- 1999年（平成11年）6月 - 南校舎大改修
- 2000年（平成12年）7月 - 北館耐震改修
- 2005年（平成17年）4月 - 特別支援学級設置
- 2020年（令和2年） -1人1台Chromebookが導入
- 2022年（令和4年）2月 - 体育館完成

## 部活動

### 運動部
- 野球部
- 陸上競技部
- サッカー部
- バスケットボール部
- 女子バレーボール部
- 男子卓球部
- ソフトテニス部
- ソフトボール部
- 剣道部
- 水泳部
- 空手クラブ

### 文化部
- 吹奏楽部
- 筝曲部
- 美術部
- 華道部
- 茶道部

## 生徒会活動[3]
生徒会では朝に挨拶運動、学校内の放送や集会での司会進行・運営などさまざまな活動を行っている。また、2021年度には新たに校則検討委員会を設置し、校則の見直しを図った。その新校則は2022年度より施行されている。

### 役職一覧[3]
- 会長
  - 委員長部長兼任1名
- 副会長
  - 各部部長兼任2名
- 保健体育部長1名
- 整美部長1名
- 広報部長1名
- 環境部長1名
- 図書部長1名
- 総務3名

## 著名な卒業生
- 岩田康誠 （JRA騎手）
- 徳山壮磨（侍ジャパン 高校日本代表[4][5]）

## 校区
以下の小学校の通学区域。
- 姫路市立高岡小学校（琴陵中学校校区を除く）
- 姫路市立高岡西小学校（全域）

## 交通アクセス
- 西日本旅客鉄道（JR西日本）姫新線 播磨高岡駅より1.3km。

## 通学区域が隣接している学校
- 姫路市立安室中学校
- 姫路市立琴陵中学校
- 姫路市立山陽中学校
- 姫路市立夢前中学校
- 姫路市立大白書中学校
- 姫路市立書写中学校